# Alophia drummondii
Espèce
Alophia drummondii est une espèce de plantes à fleurs de la famille des Iridaceae.

## Répartition et habitat
Il est originaire d'Amérique du Nord et d'Amérique du Sud, où il est présent depuis les États américains de l'Arkansas et de l'Oklahoma vers le sud jusqu'au Mexique. Il existe également une population disjointe apparente au Paraguay.
Son habitat naturel se trouve dans les sols sablonneux des prairies ouvertes et des zones boisées, poussant souvent à la lisière des forêts partiellement ombragées,.

## Description
Alophia drummondii est une plante herbacée vivace à base bulbeuse. Ses feuilles sont linéaires-lancéolées et pliées le long de la nervure centrale. Chaque plante produit quelques fleurs qui ne durent qu'un jour. Ses tépales sont pourpre foncé avec une base jaune et brun rougeâtre.Elle fleurit généralement de mai à juillet,.

## Systématique
Le nom correct complet (avec auteur) de ce taxon est Alophia drummondii (Graham) R.C.Foster.
L'espèce a été initialement classée dans le genre Cypella sous le basionyme Cypella drummondii Graham.
Alophia drummondii a pour synonymes :
- Alophia drummondiana Herb.
- Alophia lahue subsp. drummondii (Graham) Ravenna
- Beatonia bracteolata Klatt
- Calydorea punctata (Herb.) Baker
- Chlamydostylus bracteolatus (Klatt) Baker
- Cypella drummondii Graham
- Eustylis punctata (Herb.) Ravenna
- Eustylis purpurea (Herb.) Engelm. & A.Gray
- Gelasine punctata Herb.
- Herbertia drummondii (Graham) Small
- Nemastylis bracteolata (Klatt) Baker
- Nemastylis punctata (Herb.) Hemsl.
- Nemastylis purpurea var. major Herb.
- Nemastylis purpurea var. minor Herb.
- Nemastylis purpurea Herb.
- Tigridia bracteolata (Klatt) J.F.Macbr.
- Tigridia buccifera S.Watson
- Tigridia purpurea (Herb.) Shinners